# Moris Travers
Moris Vilijam Travers, FRS (24. januar 1872 – 25. avgust 1961) bio je engleski hemičar koji je radio sa Ser Vilijamom Remzijom na otkriću ksenona, neona i kriptona. Njegov rad na nekoliko retkih gasova zaradio mu je ime Retko gasni Travers u naučnim krugovima. On je bio osnivački direktor Indijskog instituta nauka.

## Publikacije
Ovo je parcijlani spisak publikacija:
- 1893. The preparation of acetylene from calcium carbide. Proc. Chem. Soc. p. 15.
- 1894. Metallic derivatives of acetylene. I. Mercuric acetylide. Trans. Chem. Soc. p. 264.
- 1895. (With W. Ramsay and J. Norman Collie) Helium, a constituent of certain minerals. Trans. Chem. Soc. p. 684.
- 1896-1897. Some experiments on helium. Proc. Roy. Soc. 60,449.
- 1898. The origin of the gases evolved on heating mineral substances, meteorites, etc. Proc. Roy. Soc. 64, 130.
- 1898. (With W. Ramsay) n a new constituent of atmospheric air [Krypton]. Proc. Roy. Soc. 63,405.
- 1901. The liquefaction of hydrogen. Phil. Mag. (6), 1,41 1.
- 1915. (With N. M. Gupta and R. C. Ray.) Some compounds of boron, hydrogen and oxygen. London: H. K. Lewis & Co. Ltd.
- 1918. On the firing of glass pots. Trans. Soc. Glass Tech. 2, 170.
- 1928. The complete gasification of coal for towns' gas. Trans. Soc. Chem. Ind. p. 203.
- 1934. On a new view of the covalent bond, and the formation of free radicals. Trans. Faraday Soc. 30, 100.
- 1956. The life of Sir William Ramsay. London: Arnold.